# Saison 1963-1964 du Boucau stade
 (août 2011).
Cette page présente la saison 1963-1964 du Boucau Tarnos stade en Championnat de France de rugby à XV de 2e division

## Récit de la saison
Pour la saison 1963-1964, le Boucau stade évolue en deuxième division dans une poule régionale. Au terme d’une saison très mal démarrée, le BS descend en (3e division) appelée Excellence, division qu’il avait quittée en 1950 en décrochant le titre de champion de France, soit un bond en arrière de près de 15 ans.
Les juniors du club atteignent les 1/2 finales de leur championnat (éliminé par le futur champion, le RCF).
Le club fonde de gros espoir sur cette génération menée de main de maître par le meneur d’homme et tacticien Pierre Désarménien.

## La saison
En Fédérale (2e division), le club boucalais est versé dans la poule régionale de Parentis, Morcenx, Roquefort, Arudy & Rions.
Dans une poule très serrée, les noirs ne vont pas réussir à se détacher au classement pour éviter le pire et malgré la victoire acquise durant les 3 derniers matchs le Boucau-Stade va descendre en Excellence (3e division), niveau qu’il avait quitté en 1950 avec un titre de champion de France..
| Adversaires     | Résultats Domicile | Résultats Extérieur |
| Parentis        | Gagné 9 à 0        | Perdu 5 à 0         |
| Morcenx         | Gagné 11 à 3       | Perdu 9 à 6         |
| Roquefort       | Gagné 8 à 3        | Perdu 8 à 0         |
| Arudy           | Gagné 18 à 6       | Gagné 3 à 0         |
| Rion des Landes | Gagné 11 à 5       | Perdu 24 à 15       |

| Poste  | Joueurs                                                                  |
| Avants | Joël Merlaud, Jacky Dupin, Dupreuil, Michel & X. Péry, Réchou, Bidégaray |
| 3/4    | Gérard Brisé, Aragon, Paralieu, Lacase, Haurieu, Souard, Dagy            |

## Les juniors Reichel
Les Juniors Reichel du BS sont éliminés en 1/2 Finale du Championnat de France par le Racing club de France 14 à 0 à Pompadour.
| Poste            | Joueurs                                                |
| 1re ligne        | Gérard Corrihons, Jean-Claude Barnetche, Jacques Haran |
| 2e ligne         | Michel Laurent, Georges Duprat                         |
| 3e ligne         | Pierre Duprat, Serge Perez, Pierre Darrigues           |
| demi de mêlée    | Jean-Pierre Lohiague                                   |
| demi d'ouverture | Yves Petriacq                                          |
| 3/4              | Daniel Aragon, Alain Calbete, Jean-Jacques Sanglan, ?  |
| arrière          | Jean-Pierre Luc                                        |

De cette équipe, pas moins de 10 joueurs seront par la suite titulaire en 1re, et permettront (avec Pierre Désarménien aux commandex) au stade de Boucau-Tarnos de remonter en (1re division) en 2 saisons.